# Achna
Achna (en griego,  Άχνα) es una localidad de Chipre situada en el Distrito de Famagusta, inmediatamente al norte de la Línea Verde, bajo control turcochipriota. Después de 1974 la localidad fue reconstruida en las cercanías de la antigua ubicación. En 2001 la localidad tenía 1.952 habitantes.
Achna es conocida por albergar al equipo de fútbol Ethnikos Achnas FC, que ganó la Copa Intertoto de la UEFA 2006. 

## Historia

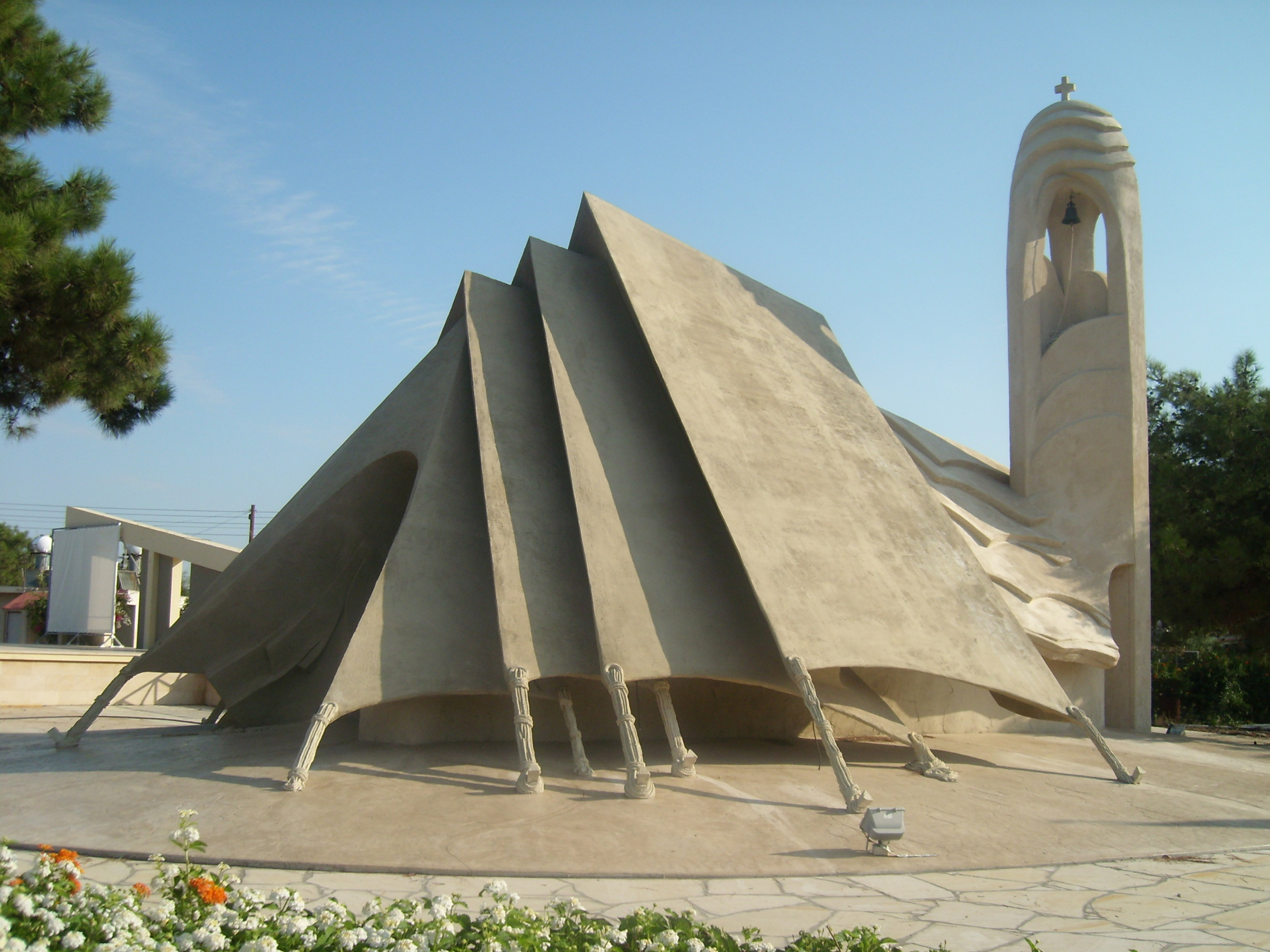
La Iglesia "Dasaki tis Achnas" adopta simbólicamente la forma de las tiendas de campaña del antiguo campamento.

Con anterioridad a la Invasión Turca de Chipre la localidad de población griega vivía de la patata típica de color rojo, ricas en hierro, por el suelo en donde se cultivaban. En 1974, días después del alto el fuego oficial, Achna fue ocupada por tropas turcas y los habitantes desplazados. El pueblo fue saqueado y posteriormente pasó a formar parte de la Zona de Contención de las Naciones Unidas.
Los habitantes construyeron un campamento provisional en el Bosque de Achna (Dasaki tis Achnas), y años después edificaron una nueva localidad situada a escasos centenares de metros al sur del emplazamiento original, dentro de los límites de las bases de Akrotiri y Dekelia.